# Erdős–Szemerédis sats
Inom aritmetisk kombinatorik är Erdős–Szemerédis sats, bevisad av Paul Erdős och Endre Szemerédi 1983, en sats som säger att för varje ändlig mängd A av reella tal finns det konstanter c och {\displaystyle \varepsilon } så att
{\displaystyle \max(|A+A|,|A\cdot A|)\geq c|A|^{1+\varepsilon }}
där {\displaystyle A+A=\{a+b:a,b\in A\}} och {\displaystyle A\cdot A=\{ab:a,b\in A\}}.